# Линген (дворянский род)
Линген — русский дворянский род остзейского происхождения.

## Происхождение и история рода
Предки современных Лингенов происходят из Аренсбурга, ныне Курессааре (Эстония), упоминания о представителях рода прсослеживаются с XVII века. Кристофер фон Линген (ум. в 1703 г) упомянут как обязательный участник всех собраний горожан Аренсбурга. Его сын Фридрих фон Линген (1688—1756) был мэром Аренсбурга с 1735 по 1756 год и был послан на коронацию императрицы Елизаветы Петровны в качестве члена парламента от Эзеля. Его сын Георг Фридрих фон Линген (1728—1796) был секретарем ордена и получил от магистрата диплом, подтверждающий происхождение, в котором его отец и дед названы по именам.
Ветвь дворянского рода в России прослеживается от Кристофа Иоганна фон Линген (1744—1802) был мэром Ревеля и получил звание коллежский асессор, что в то время давало право на потомственное дворянство. Его сын ревельский купец Магнус фон Линген (1789—1865) также был мэром Ревеля, переселился с семьей в Петербург, где получил сертификат купца II гильдии в 1825 году, а его второй сын Андреас Александр (Александр Иванович) (1792—1866) был русским генералом от артиллерии. 8 декабря 1845 Андреас Александр был принят в Эзельское дворянство, позже были приняты его брат Магнус фон Линген (1789—1865) и сын Магнуса — Карл Максимович фон Линген.
Род внесён во 3-ю часть дворянской родословной книги Санкт-Петербургской губернии.

## Известные представители
- Линген, Александр Иванович (1792—1866) — русский генерал от артиллерии (1861).
- Линген, Карл Максимович (1817—1896) — российский врач. Тайный советник.

## Описание герба
Щит зубчато скошен слева на золото и чернь.
Щит увенчан повернутым дворянским коронованным шлемом. Нашлемник — возникающая собака, натурального цвета, между двумя серебряно-черными в шахматы рогами (хоботами); в рога вставлено по три страусовых пера (в раструб, середину и основание) черные и серебряные, в шахматы. Намет черный с золотом.